# Nocarodes geniculatus
Nocarodes geniculatus är en insektsart som beskrevs av Boris Petrovich Uvarov 1928. Nocarodes geniculatus ingår i släktet Nocarodes och familjen Pamphagidae. Inga underarter finns listade i Catalogue of Life.